# AFC President’s Cup 2012

Wettbewerbslogo

Der AFC President’s Cup 2012 war die achte Austragung des AFC President’s Cups, dem Vereinswettbewerb für die schwächsten asiatischen Fußball-Verbände. Alle zwölf teilnehmenden Mannschaften waren amtierende Landesmeister.
Wie in den letzten drei Ausgaben des Turniers wurde der Wettbewerb nicht komplett an einem Ort ausgetragen. Die Vorrundengruppen wurden jeweils als Turnier in einer Stadt ausgespielt. Lahore in Pakistan war Gastgeber der Gruppe A, Phnom Penh, die Hauptstadt Kambodschas, war Gastgeber der Gruppe B, während die Spiele der Gruppe C in Duschanbe und Tursunzoda, Tadschikistan ausgetragen wurden. Danach fanden anstatt der Halbfinals zwei Gruppen mit je drei Vereinen pro Gruppe statt. Austragungsort dieser Gruppen war Duschanbe, Tadschikistan. Die Finale fand ebenso in Duschanbe statt.

## Qualifizierte Mannschaften
| Mannschaft                  | Liga / Titel                                     |
| --------------------------- | ------------------------------------------------ |
| Sheikh Jamal Dhanmondi Club | B. League 2010/11 Meister                        |
| Yeedzin                     | A-Division: 2011 Meister                         |
| Phnom Penh Crown            | Cambodian League 2011 Meister                    |
| Dordoi Bischkek             | Top Liga 2011 Meister                            |
| Erchim                      | Mongolischer Super Cup 2011 Gewinner             |
| Nepal Police Club           | Martyr’s Memorial A-Division League 2011 Meister |
| KRL                         | Pakistan Premier League 2011 Meister             |
| Markaz Shabab Al-Amari      | West Bank Premier League 2010/11 Meister         |
| Ratnam                      | Kit Premier League 2011 Meister                  |
| Taiwan Power Company        | Intercity Football League 2011 Meister           |
| Esteghlal Dushanbe          | Wysschaja Liga 2011 Meister                      |
| Balkan FK                   | Ýokary Liga 2011 Meister                         |

## Gruppenphase

### Gruppe A
Gastgebender Verein war der KRL.
| Pl. | Verein               | Sp.                     | S                       | U                       | N                       | Tore                    | Diff.                   | Punkte                  |                         |
| --- | -------------------- | ----------------------- | ----------------------- | ----------------------- | ----------------------- | ----------------------- | ----------------------- | ----------------------- | ----------------------- |
| 1.  | Taiwan Power Company | 2                       | 1                       | 1                       | 0                       | 001:000                 | +1                      | 04                      |                         |
| 2.  | KRL                  | 2                       | 0                       | 2                       | 0                       | 000:000                 | ±0                      | 02                      |                         |
| 3.  | Erchim               | 2                       | 0                       | 1                       | 1                       | 000:100                 | −1                      | 01                      |                         |
| 04. | Sheikh Jamal         | Sheikh Jamal zog zurück | Sheikh Jamal zog zurück | Sheikh Jamal zog zurück | Sheikh Jamal zog zurück | Sheikh Jamal zog zurück | Sheikh Jamal zog zurück | Sheikh Jamal zog zurück | Sheikh Jamal zog zurück |

| 8. Mai 2012  |     |                      |
| KRL          | 0:0 | Erchim               |
| 10. Mai 2012 |     |                      |
| Erchim       | 0:1 | Taiwan Power Company |
| 12. Mai 2012 |     |                      |
| KRL          | 0:0 | Taiwan Power Company |

### Gruppe B
Gastgebender Verein war der Phnom Penh Crown.
| Pl. | Verein            | Sp. | S | U | N | Tore    | Diff. | Punkte |
| --- | ----------------- | --- | - | - | - | ------- | ----- | ------ |
| 1.  | Dordoi Bischkek   | 3   | 3 | 0 | 0 | 017:300 | +14   | 09     |
| 2.  | Phnom Penh Crown  | 3   | 2 | 0 | 1 | 009:100 | +8    | 06     |
| 3.  | Nepal Police Club | 3   | 1 | 0 | 2 | 005:600 | −1    | 03     |
| 4.  | Yeedzin           | 3   | 0 | 0 | 3 | 002:230 | −21   | 0      |

| 5. Mai 2012       |       |                   |
| Phnom Penh Crown  | 8:0   | Yeedzin           |
| Dordoi Bischkek   | 5:1   | Nepal Police Club |
| 7. Mai 2012       |       |                   |
| Yeedzin           | 02:11 | Dordoi Bischkek   |
| Nepal Police Club | 0:1   | Phnom Penh Crown  |
| 9. Mai 2012       |       |                   |
| Phnom Penh Crown  | 0:1   | Dordoi Bischkek   |
| Nepal Police Club | 4:0   | Yeedzin           |

### Gruppe C
Gastgebender Verein war der Esteghlal Dushanbe.
| Pl. | Verein                  | Sp.               | S                 | U                 | N                 | Tore              | Diff.             | Punkte            |                   |
| --- | ----------------------- | ----------------- | ----------------- | ----------------- | ----------------- | ----------------- | ----------------- | ----------------- | ----------------- |
| 1.  | Esteghlal Dushanbe      | 2                 | 2                 | 0                 | 0                 | 003:100           | +2                | 06                |                   |
| 2.  | Markaz Shabab al-Am'ari | 2                 | 1                 | 0                 | 1                 | 002:200           | ±0                | 03                |                   |
| 3.  | Balkan FK               | 2                 | 0                 | 0                 | 2                 | 002:400           | −2                | 0                 |                   |
| 04. | Ratnam                  | Ratnam zog zurück | Ratnam zog zurück | Ratnam zog zurück | Ratnam zog zurück | Ratnam zog zurück | Ratnam zog zurück | Ratnam zog zurück | Ratnam zog zurück |

| 5. Mai 2012             |     |                         |
| Balkan FK               | 1:2 | Markaz Shabab al-Am'ari |
| 7. Mai 2012             |     |                         |
| Markaz Shabab al-Am'ari | 0:1 | Esteghlal Dushanbe      |
| 9. Mai 2012             |     |                         |
| Esteghlal Dushanbe      | 2:1 | Balkan FK               |

## Finalrunde
Die Halbfinalgruppen wurden zwischen 24. und 30. September 2012 ausgetragen, das Finale fand am 30. September statt. Die Spiele fanden im Pamir-Stadion in Duschanbe, Tadschikistan statt.

### Gruppe 1
| Pl. | Verein            | Sp. | S | U | N | Tore    | Diff. | Punkte |
| --- | ----------------- | --- | - | - | - | ------- | ----- | ------ |
| 1.  | Istiqlol Dushanbe | 2   | 2 | 0 | 0 | 008:000 | +8    | 06     |
| 2.  | Dordoi Bischkek   | 2   | 1 | 0 | 1 | 008:200 | +6    | 03     |
| 3.  | Phnom Penh Crown  | 2   | 0 | 0 | 2 | 000:140 | −14   | 0      |

| 24. September 2012 |     |                   |
| Dordoi Bischkek    | 0:2 | Istiqlol Dushanbe |
| 26. September 2012 |     |                   |
| Phnom Penh Crown   | 0:8 | Dordoi Bischkek   |
| 28. September 2012 |     |                   |
| Istiqlol Dushanbe  | 6:0 | Phnom Penh Crown  |

### Gruppe 2
| Pl. | Verein                  | Sp. | S | U | N | Tore    | Diff. | Punkte |
| --- | ----------------------- | --- | - | - | - | ------- | ----- | ------ |
| 1.  | Markaz Shabab al-Am'ari | 2   | 1 | 1 | 0 | 006:200 | +4    | 04     |
| 2.  | Taiwan Power Company    | 2   | 1 | 1 | 0 | 004:200 | +2    | 04     |
| 3.  | KRL                     | 2   | 0 | 0 | 2 | 002:800 | −6    | 0      |

| 24. September 2012     |     |                        |
| Taiwan Power Company   | 1:1 | Markaz Shabab Al-Amari |
| 26. September 2012     |     |                        |
| KRL                    | 1:3 | Taiwan Power Company   |
| 28. September 2012     |     |                        |
| Markaz Shabab Al-Amari | 5:1 | KRL                    |

### Finale
Das Spiel fand am 30. September 2012 um 19:00 Uhr in Duschanbe (Pamir-Stadion) statt.
|                         | Ergebnis |                   |
| ----------------------- | -------- | ----------------- |
| Markaz Shabab al-Am'ari | 1:2      | Istiqlol Dushanbe |